# László Basilidesz
László Basilidesz (* 12. Februar 1979) ist ein ehemaliger rumänischer Eishockeyspieler, der mit Steaua Bukarest fünfmal rumänischer Meister wurde.

## Karriere

### Club
László Basilidesz begann seine Karriere als Eishockeyspieler bei Steaua Bukarest in der rumänischen Hauptstadt, für den er 1999 in der rumänischen Eishockeyliga spielte. Mit Steaua wurde er 2001, 2002, 2003, 2005 und 2006 rumänischer Meister und 2000, 2002, 2004, 2005 und 2008 Pokalsieger. Nach dem fünften Pokalsieg wechselte er zum CS Progym Gheorgheni, den er 2011 nach drei Jahren verließ, um seine Karriere beim CSM Dunărea Galați ausklingen zu lassen.

### International
Basilidesz spielte bereits im Juniorenbereich für Rumänien und war zunächst bei der U18-B-Europameisterschaft 1996 und der U18-Europameisterschaft 1997 im Einsatz. Für die rumänische U20-Auswahl war er bei der U20-D-Weltmeisterschaft 1999 aktiv. 
Sein Debüt in der Herren-Nationalmannschaft gab er bei der C-Weltmeisterschaft 2000. Nach der Umstellung auf das heutige Divisionensystem spielte er 2001 und 2008 in der Division II, wobei jeweils der Aufstieg in die Division I gelang. In der Division I stand er bei den Weltmeisterschaften 2002, 2004 und 2005 auf dem Eis. Zudem spielte er für seine Farben im November 2004 bei der Qualifikation für die Olympischen Winterspiele in Turin 2006.

## Erfolge
- 2000 Rumänischer Pokalsieger mit dem Steaua Bukarest
- 2001 Rumänischer Meister mit Steaua Bukarest
- 2001 Aufstieg in die Division I bei der Weltmeisterschaft der Division II, Gruppe B
- 2002 Rumänischer Meister und Pokalsieger mit Steaua Bukarest
- 2003 Rumänischer Meister mit Steaua Bukarest
- 2004 Rumänischer Pokalsieger mit Steaua Bukarest
- 2005 Rumänischer Meister und Pokalsieger mit Steaua Bukarest
- 2006 Rumänischer Meister mit Steaua Bukarest
- 2008 Rumänischer Pokalsieger mit Steaua Bukarest
- 2008 Aufstieg in die Division I bei der Weltmeisterschaft der Division II, Gruppe A